# Cantone di Lapleau
Il Cantone di Lapleau era una divisione amministrativa dell'arrondissement di Tulle.
A seguito della riforma approvata con decreto del 24 febbraio 2014, che ha avuto attuazione dopo le elezioni dipartimentali del 2015, è stato soppresso.

## Composizione
Comprendeva i comuni di:
- Lafage-sur-Sombre
- Lapleau
- Latronche
- Laval-sur-Luzège
- Saint-Hilaire-Foissac
- Saint-Merd-de-Lapleau
- Saint-Pantaléon-de-Lapleau
- Soursac